# Sint-Annakapel (Oirlo)

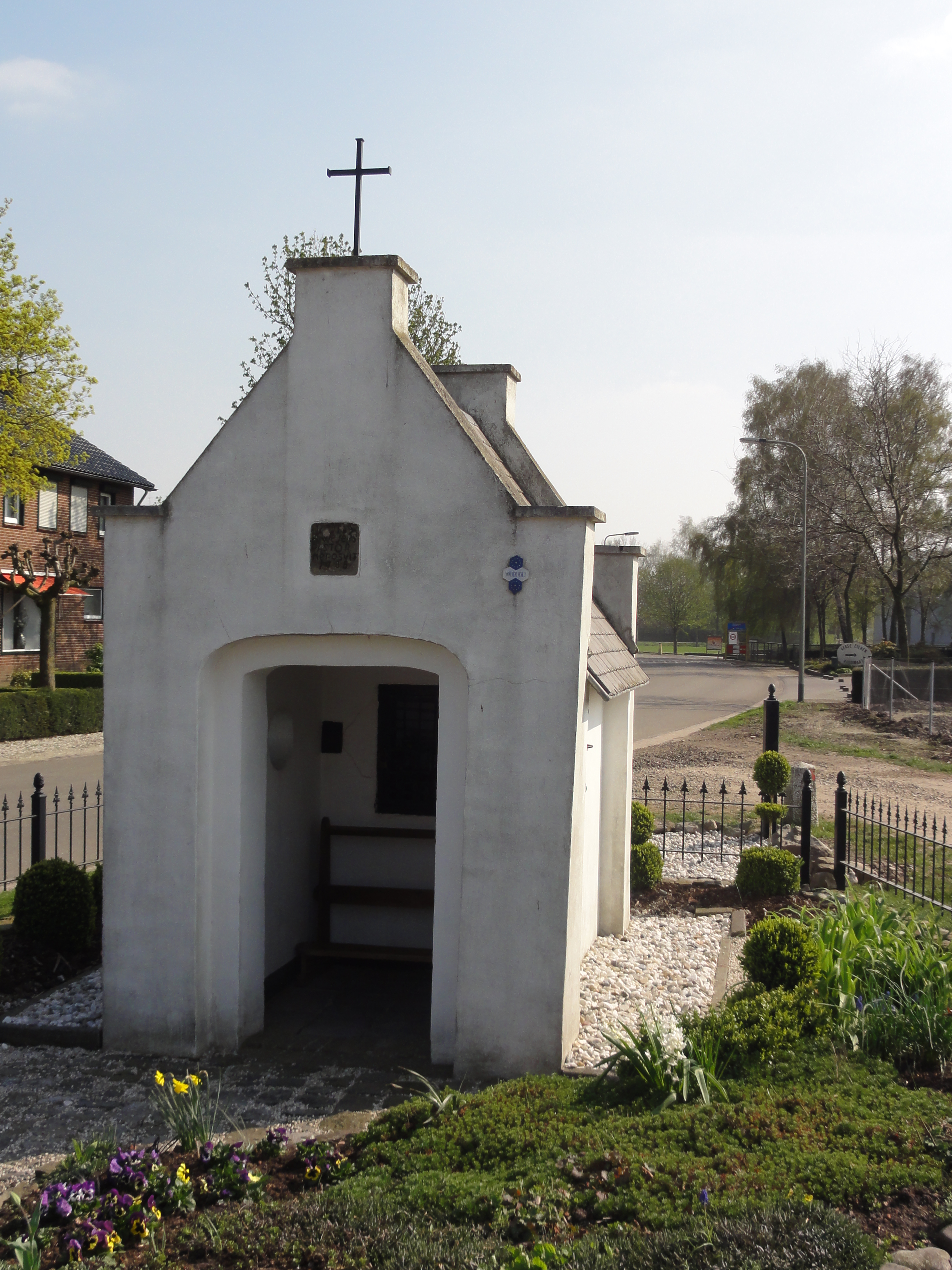
Sint-Annakapel

De Sint-Annakapel is een betreedbare veldkapel in Oirlo in de Nederlands Noord-Limburgse gemeente Venray. De kapel bevindt zich in een plantsoen en staat op de hoek van de Hoofdstraat en de Hogeweg nabij Hoofdstraat 50.
Het kapelletje, dat geklasseerd is als rijksmonument, is gewijd aan Sint-Anna.

## Geschiedenis
In 1788 werd het kapelletje gebouwd door pastoor Hendricus Wyers uit Kevelaer die tussen 1777 en 1803 pastoor was in Oirlo.
Begin 20e eeuw werd het kapelletje bepleisterd en wit geschilderd.
In 1962 werd het oorspronkelijke 16e-eeuwse houten beeld vervangen door een crèmekleurig beeld van de heilige.
In 1994 werd de kapel gerestaureerd.

## Bouwwerk
De witte lage kapel is opgetrokken in baksteen op een rechthoekig plattegrond en wordt gedekt door een verzonken zadeldak met leien. De frontgevel en achtergevel zijn topgevels met schouderstukken met op de top van de frontgevel een metalen kruis. In de beide zijgevels is een ovaal venster aangebracht. In de frontgevel bevindt zich de korfboogvormige toegang en boven de toegang is in de frontgevel een gevelsteen ingemetseld met de tekst:

R.D.N.S.H. WEYERS PASTOR ME POSVIT 1788(De eerwaarde heer pastoor Weyers stichtte mij in 1788)

Van binnen is de kapel wit gepleisterd en is er een knielbankje geplaatst. In de achterwand is een rechthoekige nis aangebracht die wordt afgesloten met een smeedijzeren traliewerkje. In de nis staat een beeldje van Sint-Anna.